# Next to Me (album van Ilse DeLange)
Next to me is het tiende album van Ilse DeLange en haar achtste studioalbum. Het album is opgenomen in Nashville en bestaat uit acht nummers. Het titelnummer, dat op 2 augustus 2010 als eerste single werd uitgebracht, bereikte een vierde plaats in de Nederlandse Single Top 100 en kwam tot nummer negen in de Nederlandse Top 40. Op 27 augustus 2010 werd het album uitgebracht en bereikte de week erna meteen de eerste plaats van de Nederlandse Album top 100, alwaar het twee weken bleef staan. Het werd haar zesde nummer 1-album in de albumlijst. 

## Muziek
| Nr. | Titel                                              | Duur |
| --- | -------------------------------------------------- | ---- |
| 1.  | Next to me (DeLange, Nate Campany, Macho Psycho)   | 3:54 |
| 2.  | Eyes Straight ahead (DeLange, Campany)             | 3:28 |
| 3.  | Almost (DeLange, Sach Skarbek, Luke Potashnick)    | 4:23 |
| 4.  | Beautiful distraction (DeLange, Jeff Cohen)        | 3:45 |
| 5.  | Carousel (DeLange, Sacha Skarbek, Luke Potashnick) | 3:40 |
| 6.  | Untouchable (DeLange, James Walsh, Sacha Skarbek)  | 3:27 |
| 7.  | Time out (DeLange, Blair Mackichan)                | 3:34 |
| 8.  | Paper plane (DeLange, Lyle Workman)                | 3:41 |

## Hitnoteringen

### NederlandseAlbum Top 100
| Hitnotering (Week 1 t/m 43): 04-09-2010 t/m 25-06-2011 Hitnotering (Week 44) 09-07-2011 | Hitnotering (Week 1 t/m 43): 04-09-2010 t/m 25-06-2011 Hitnotering (Week 44) 09-07-2011 | Hitnotering (Week 1 t/m 43): 04-09-2010 t/m 25-06-2011 Hitnotering (Week 44) 09-07-2011 | Hitnotering (Week 1 t/m 43): 04-09-2010 t/m 25-06-2011 Hitnotering (Week 44) 09-07-2011 | Hitnotering (Week 1 t/m 43): 04-09-2010 t/m 25-06-2011 Hitnotering (Week 44) 09-07-2011 | Hitnotering (Week 1 t/m 43): 04-09-2010 t/m 25-06-2011 Hitnotering (Week 44) 09-07-2011 | Hitnotering (Week 1 t/m 43): 04-09-2010 t/m 25-06-2011 Hitnotering (Week 44) 09-07-2011 | Hitnotering (Week 1 t/m 43): 04-09-2010 t/m 25-06-2011 Hitnotering (Week 44) 09-07-2011 | Hitnotering (Week 1 t/m 43): 04-09-2010 t/m 25-06-2011 Hitnotering (Week 44) 09-07-2011 | Hitnotering (Week 1 t/m 43): 04-09-2010 t/m 25-06-2011 Hitnotering (Week 44) 09-07-2011 | Hitnotering (Week 1 t/m 43): 04-09-2010 t/m 25-06-2011 Hitnotering (Week 44) 09-07-2011 | Hitnotering (Week 1 t/m 43): 04-09-2010 t/m 25-06-2011 Hitnotering (Week 44) 09-07-2011 | Hitnotering (Week 1 t/m 43): 04-09-2010 t/m 25-06-2011 Hitnotering (Week 44) 09-07-2011 | Hitnotering (Week 1 t/m 43): 04-09-2010 t/m 25-06-2011 Hitnotering (Week 44) 09-07-2011 | Hitnotering (Week 1 t/m 43): 04-09-2010 t/m 25-06-2011 Hitnotering (Week 44) 09-07-2011 | Hitnotering (Week 1 t/m 43): 04-09-2010 t/m 25-06-2011 Hitnotering (Week 44) 09-07-2011 | Hitnotering (Week 1 t/m 43): 04-09-2010 t/m 25-06-2011 Hitnotering (Week 44) 09-07-2011 | Hitnotering (Week 1 t/m 43): 04-09-2010 t/m 25-06-2011 Hitnotering (Week 44) 09-07-2011 | Hitnotering (Week 1 t/m 43): 04-09-2010 t/m 25-06-2011 Hitnotering (Week 44) 09-07-2011 | Hitnotering (Week 1 t/m 43): 04-09-2010 t/m 25-06-2011 Hitnotering (Week 44) 09-07-2011 | Hitnotering (Week 1 t/m 43): 04-09-2010 t/m 25-06-2011 Hitnotering (Week 44) 09-07-2011 | Hitnotering (Week 1 t/m 43): 04-09-2010 t/m 25-06-2011 Hitnotering (Week 44) 09-07-2011 | Hitnotering (Week 1 t/m 43): 04-09-2010 t/m 25-06-2011 Hitnotering (Week 44) 09-07-2011 | Hitnotering (Week 1 t/m 43): 04-09-2010 t/m 25-06-2011 Hitnotering (Week 44) 09-07-2011 |
| Week:                                                                                   | 1                                                                                       | 2                                                                                       | 3                                                                                       | 4                                                                                       | 5                                                                                       | 6                                                                                       | 7                                                                                       | 8                                                                                       | 9                                                                                       | 10                                                                                      | 11                                                                                      | 12                                                                                      | 13                                                                                      | 14                                                                                      | 15                                                                                      | 16                                                                                      | 17                                                                                      | 18                                                                                      | 19                                                                                      | 20                                                                                      | 21                                                                                      | 22                                                                                      | 23                                                                                      |
| --------------------------------------------------------------------------------------- | --------------------------------------------------------------------------------------- | --------------------------------------------------------------------------------------- | --------------------------------------------------------------------------------------- | --------------------------------------------------------------------------------------- | --------------------------------------------------------------------------------------- | --------------------------------------------------------------------------------------- | --------------------------------------------------------------------------------------- | --------------------------------------------------------------------------------------- | --------------------------------------------------------------------------------------- | --------------------------------------------------------------------------------------- | --------------------------------------------------------------------------------------- | --------------------------------------------------------------------------------------- | --------------------------------------------------------------------------------------- | --------------------------------------------------------------------------------------- | --------------------------------------------------------------------------------------- | --------------------------------------------------------------------------------------- | --------------------------------------------------------------------------------------- | --------------------------------------------------------------------------------------- | --------------------------------------------------------------------------------------- | --------------------------------------------------------------------------------------- | --------------------------------------------------------------------------------------- | --------------------------------------------------------------------------------------- | --------------------------------------------------------------------------------------- |
| Positie:                                                                                | 1                                                                                       | 1                                                                                       | 4                                                                                       | 2                                                                                       | 2                                                                                       | 5                                                                                       | 7                                                                                       | 15                                                                                      | 15                                                                                      | 25                                                                                      | 18                                                                                      | 11                                                                                      | 9                                                                                       | 7                                                                                       | 9                                                                                       | 13                                                                                      | 10                                                                                      | 7                                                                                       | 8                                                                                       | 8                                                                                       | 12                                                                                      | 14                                                                                      | 15                                                                                      |
| Week:                                                                                   | 24                                                                                      | 25                                                                                      | 26                                                                                      | 27                                                                                      | 28                                                                                      | 29                                                                                      | 30                                                                                      | 31                                                                                      | 32                                                                                      | 33                                                                                      | 34                                                                                      | 35                                                                                      | 36                                                                                      | 37                                                                                      | 38                                                                                      | 39                                                                                      | 40                                                                                      | 41                                                                                      | 42                                                                                      | 43                                                                                      |                                                                                         | 44                                                                                      |                                                                                         |
| Positie:                                                                                | 13                                                                                      | 11                                                                                      | 10                                                                                      | 15                                                                                      | 19                                                                                      | 21                                                                                      | 29                                                                                      | 11                                                                                      | 44                                                                                      | 56                                                                                      | 58                                                                                      | 63                                                                                      | 78                                                                                      | 63                                                                                      | 74                                                                                      | 72                                                                                      | 41                                                                                      | 78                                                                                      | 92                                                                                      | 93                                                                                      | uit                                                                                     | 99                                                                                      | uit                                                                                     |

### VlaamseUltratop 100Albums
| Hitnotering: 11-09-2010 t/m 25-09-2010 | Hitnotering: 11-09-2010 t/m 25-09-2010 | Hitnotering: 11-09-2010 t/m 25-09-2010 | Hitnotering: 11-09-2010 t/m 25-09-2010 | Hitnotering: 11-09-2010 t/m 25-09-2010 |
| Week:                                  | 1                                      | 2                                      | 3                                      |                                        |
| -------------------------------------- | -------------------------------------- | -------------------------------------- | -------------------------------------- | -------------------------------------- |
| Positie:                               | 46                                     | 85                                     | 82                                     | uit                                    |